# Chiapas (Phantasialand)
Chiapas is een boomstamattractie in het Duitse attractiepark Phantasialand in het themagebied Mexico. Het Zwitserse Intamin bouwde de attractie die op 1 april 2014 geopend werd. De naam Chiapas is afgeleid van het gelijknamige gebied Chiapas in Mexico dat ook diende als inspiratie voor de decoratie.

## Geschiedenis

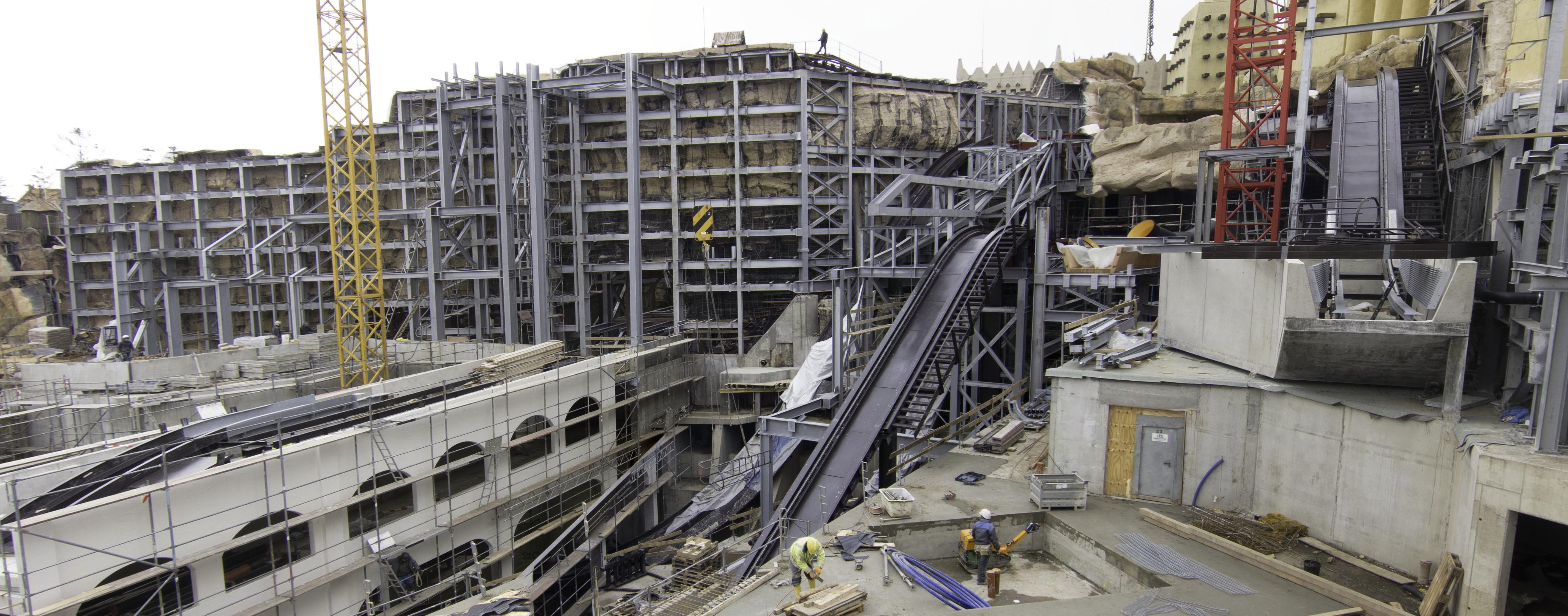
De bouwplaats 23 maart 2013.

Van 1974 tot en met  2011 stonden op de locatie van Chiapas twee boomstamattracties: Stonewash en Wildwash Creek.. In 2012 werd de vervanger, Chiapas, aangekondigd. Zo was er een manquette van de boomstamattractie in het attractiepark te vinden. Chiapas zou aanvankelijk openen in 2013, maar dit werd een jaar uitgesteld. Uiteindelijk opende Chiapas op 1 april 2014.

## Verhaal
Tijdens de rit varen de boten langs decors verwijzend naar de gelijknamige provincie in Mexico. En de archeologische opgravingen van Palenque. Tijdens de rit passeren de boten de Fiësta Temple. Hier wordt de Dag van de Doden gevierd.

## Technisch

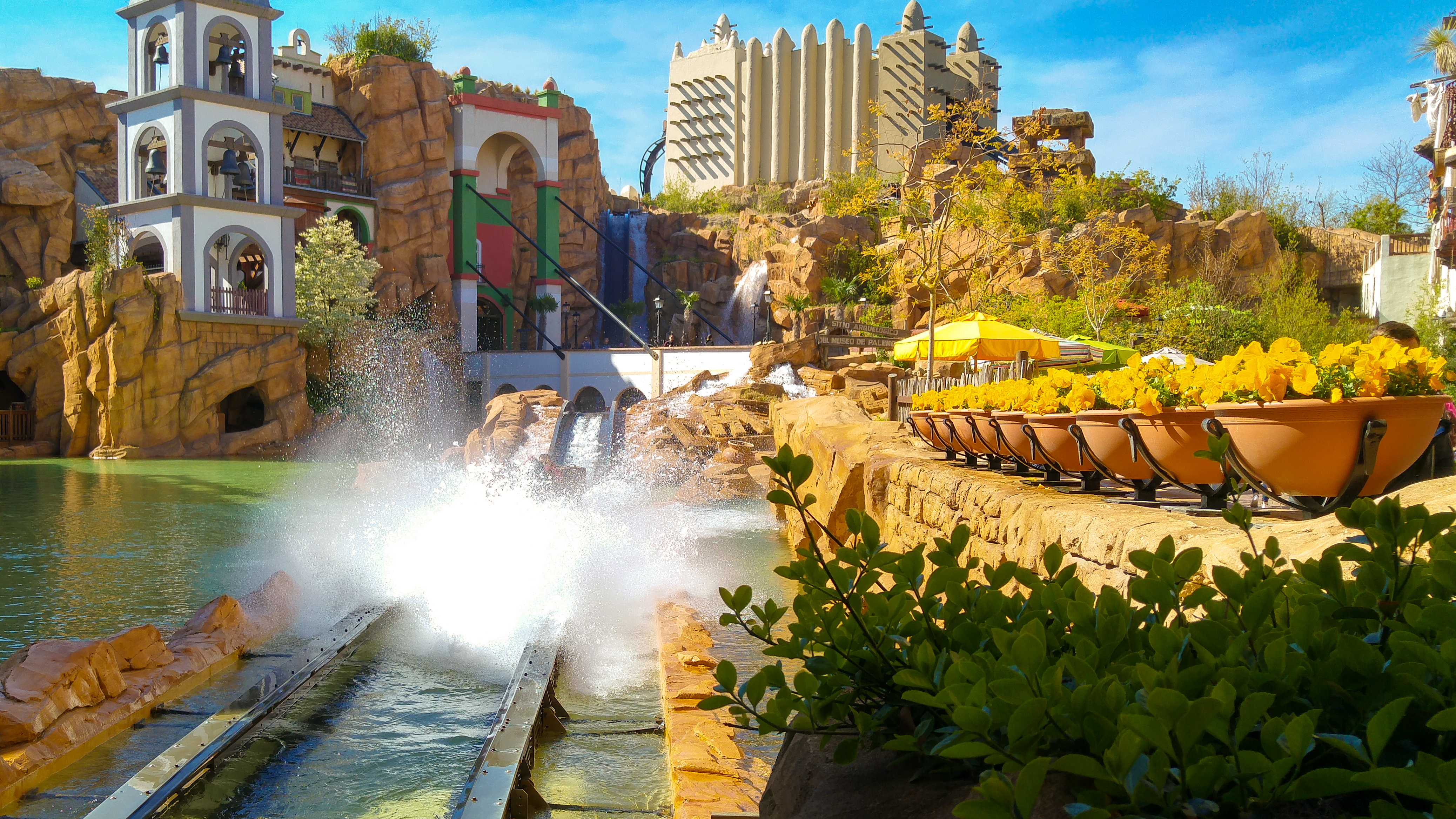
In het midden op de achtergrond de hoogste afdaling.

Chiapas heeft drie afdalingen, waarvan één achterwaarts, en heeft met een helling van 53° een van de steilste afdalingen in een boomstamattractie ter wereld. De baan heeft een lengte van 622 meter en een topsnelheids van 76 km/u. De attractie bevindt zich vlak naast de achtbaan Colorado Adventure en heeft een oerwoud en Meso-Amerikaans thema. De attractie gebruikt 29 boten die ieder plaats bieden aan zes personen. De vaartijd bedraagt ongeveer zes minuten.
Voor de bouw van de attractie werd een kuil gegraven om plaats te maken voor de 15 meter hoge afdaling.